# Алагон-дель-Ріо
Алагон-дель-Ріо (ісп. Alagón del Río) — муніципалітет в Іспанії, у складі автономної спільноти Естремадура, у провінції Касерес. Населення — 879 осіб (2010).
Муніципалітет розташований на відстані близько 230 км на захід від Мадрида, 55 км на північ від Касереса.
На території муніципалітету розташовані такі населені пункти: (дані про населення за 2010 рік)
- Алагон-дель-Ріо: 802 особи
- Ель-Рінкон: 77 осіб